# Matild norvég királyné
Matild norvég királyné (teljes nevén Maud Charlotte Mary Victoria; London, 1869. november 26. – London, 1938. november 20.) brit királyi hercegnő, VII. Haakon királlyal kötött házassága révén 1905-től haláláig Norvégia királynéja. Az ő és férje koronázása volt az utolsó norvég és egyben utolsó skandináv királyi és királynéi koronázás is.

## Életpályája

### Ifjúsága

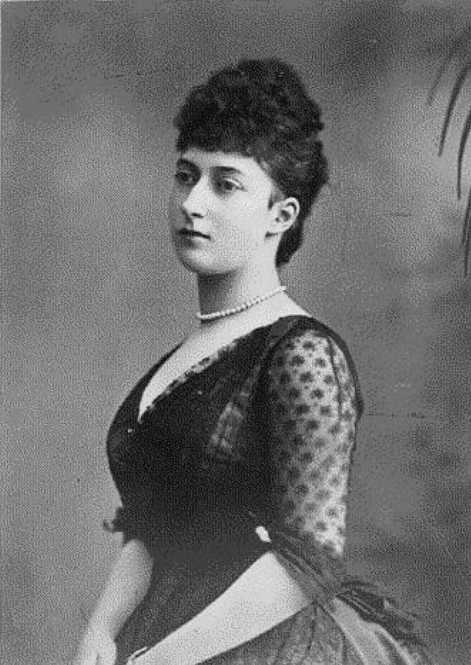
Az ifjú Matild

Londonban született a Szász–Coburg–Gothai-ház tagjaként. Szülei Eduárd walesi herceg (Viktória brit királynő legidősebb fia) és Alexandra dán királyi hercegnő voltak.
Rendszeresen részt vett a családi találkozókon Koppenhágában, ahol megismerkedett unokatestvérével, a Schleswig–Holstein–Sonderburg–Glücksburg-házból származó Károly dán királyi herceggel. 1896. július 22-én házasodtak össze a Buckingham-palota magánkápolnájában, majd Koppenhágában telepedtek le. Fiuk és egyetlen gyermekük, Sándor dán királyi herceg 1903. július 2-án született a norfolki Appleton House-ban.

### Norvégia királynéja
Az a tény, hogy Matild hercegnő a brit uralkodó leánya volt, szerepet játszott abban, hogy Károlyt 1905-ben Norvégia királyává választotta a Storting. A herceg elfogadta a felkérést, így Matild lett Norvégia első önálló királynéja a Svédországgal való perszonálunió megszűnésével.

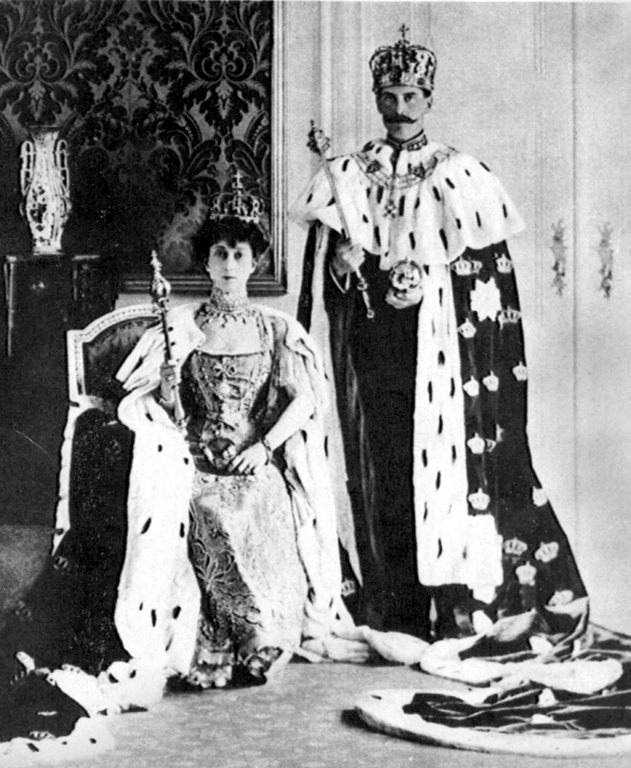
Haakon király és Matild királyné 1906-ban

Az új királyi család november 25-én érkezett meg Kristianiába. Károly herceg felvette a Haakon keresztnevet. Haakon királyt és Matild királynét 1906. június 22-én koronázták meg Trondheimben, a Nidarosi katedrálisban.
A királynénak számos hivatalos kötelezettségnek kellett eleget tennie. Közismert volt, hogy milyen ízlésesen öltözik; kivételesen elegáns ruhatára több kiállítás tárgya volt az elmúlt években.
Munkájának jelentős részét a nyilvánosság számára láthatatlanul végezte. Számos szociális és kulturális tevékenységet végzett, és jótékony célokat támogatott. 1914-ben segélyalapot hozott létre, hogy az első világháború során nehéz helyzetbe került embereket támogassa.
Sok tekintetben zárkózott személyiség volt, és a nyilvánosság előtt gyakran félénknek tűnt. Személyes környezetében ugyanakkor barátságos és életvidám embernek ismerték. Nagy szerepet vállalt Olaf herceg felnevelésében, és minden tekintetben norvég fiúként próbálta felnevelni, jóllehet ő maga sosem tanult meg folyékonyan norvégul.
Kedvelte a szabadtéri elfoglaltságokat: sok időt töltött lovaglással, kutyáinak sétáltatásával vagy síeléssel – utóbbit Fridtjof Nansen sarkkutató tanította meg a királyi párnak. Szeretett táncolni is, és lelkes amatőr fotós volt.
Egész életében megőrizte Angliához fűződő szoros kapcsolatait, és minden évben hosszabb időt töltött szülőhazájában. A norvég királyi család erős brit kapcsolatai fontos szerepet játszottak a második világháború folyamán.

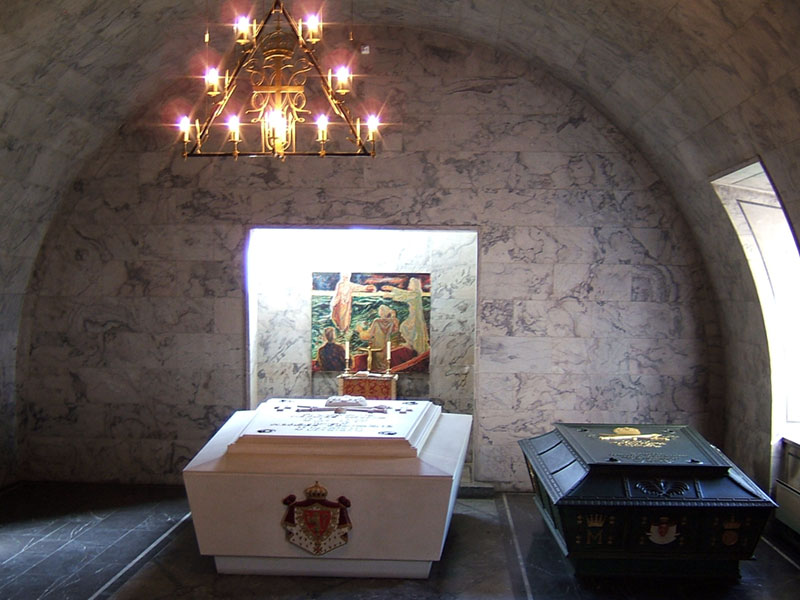
Nyughelye az oslói Akershus erőd királyi kriptájában

### Halála
Matild királyné Londonban hunyt el 1938. november 20-án. Az oslói Akershus erődben, a királyi mauzóleumban temették el.

## Emlékezete
- Maud királyné földjének nevezték el az Antarktisznak azon területét, amelyre Norvégia 1938-ban igényt jelentett be.
- Maudnak neveztek el egy Roald Amundsen számára épített hajót.

## Fordítás
- Ez a szócikk részben vagy egészben a Maud of Wales című angol Wikipédia-szócikk ezen változatának fordításán alapul.  Az eredeti cikk szerkesztőit annak laptörténete sorolja fel. Ez a jelzés csupán a megfogalmazás eredetét és a szerzői jogokat jelzi, nem szolgál a cikkben szereplő információk forrásmegjelöléseként.

| Előd: Nassaui Zsófia | Norvégia királynéja 1905 – 1938 | Utód: Haraldsen Szonja |